# Zuigermachine
Een zuigermachine is de verzamelnaam voor machines waar een zuiger in een cilinder heen en weer beweegt. De bedoeling is energie op te wekken (zuigermotoren en stoommachines) door fluïda te laten 'expanderen' (in volume te laten toenemen). Het omgekeerde gebeurt bij zuigerpompen en zuigercompressoren, namelijk energie gebruiken om fluïda te verplaatsen of onder druk te brengen